# Wunbach
Der Wunbach ist ein Bach in der Gemeinde Prägraten am Großvenediger (Bezirk Lienz). Er entspringt an der Südseite des Eichhamstocks und mündet zwischen Wallhorn und Bobojach in die Isel.

## Verlauf
Der Wunbach entspringt an der Südostflanke der Wunwand zwischen Wunwand und Wunspitze in hochalpinem Gelände. Er fließt in südsüdöstlicher Richtung steil talwärts und passiert östlich die Wiesen der sogenannten Wallhorner Mähder, wo er in rund 2100 Meter Höhe die Baumgrenze erreicht. Er fließt in der Folge in südlicher Richtung durch zunehmend bewaldetes Gebiet und tritt zwischen Wallhorn im Osten und Bobojach in das Virgental ein, wo der Wunbach nach kurzer Fließstrecke zwischen den Höfen Egarter und Blaser (beides Fraktion Bobojach) und nach Unterquerung der Virgentalstraße (L 24) linksseitig in die Isel mündet.
Das Einzugsgebiet des Wunbaches wird im Osten von einem Bergrücken begrenzt, der südlich der Kuhaut beginnt und bis zum sogenannten Eselsrücken reicht. Östlich dieses Bergrücken liegt das Einzugsgebiet des Nilbachs. Westlich des Wunbachs liegt das Einzugsgebiets des Wischnachbachs.